# フルダラビン
フルダラビンまたはフルダラビンリン酸エステル（Fludarabine）は、プリン系抗悪性腫瘍剤であり、血液腫瘍（白血病、リンパ腫等）の治療に用いられる。DNA合成経路を阻害することでDNA複製を妨げ、細胞死を誘導する。商品名フルダラ。

## 効能・効果
日本で承認されている効能・効果は、再発または難治性の低悪性度B細胞性非ホジキンリンパ腫またはマントル細胞リンパ腫、ならびに貧血または血小板減少症を伴う慢性リンパ性白血病である。慢性リンパ性白血病への適応については、未治療例についてはRai分類：ハイリスク群、またはBinet分類：B期またはC期のもの、既治療例についてはアルキル化剤を含む治療に抵抗性または進行性のものと限定されている。注射剤は同種造血幹細胞移植の前治療にも使用できる。
フルダラビンは慢性リンパ性白血病への奏効率が高く、クロラムブシル等のアルキル化剤単剤より有効である。フルダラビンは低悪性度非ホジキンリンパ腫の治療でシクロホスファミド、ミトキサントロン、デキサメタゾン、リツキシマブ等の様々な抗悪性腫瘍薬と併用される。海外ではFLAG療法（Fludarabine、Ara-C、G-CSF）の一部として急性骨髄性白血病の治療に用いられる。日本では、FLAGにミトキサントロンを加えたFLAGM療法が検討された事がある。免疫抑制作用のため、フルダラビンは骨髄移植時の前処置に用いられることがある。

## 副作用
重大な副作用は、
- 骨髄抑制（汎血球減少、好中球減少、血小板減少、ヘモグロビン減少、赤血球減少など）、
- 精神神経障害（錯乱、昏睡、興奮、痙攣発作、失明、末梢神経障害など）、
- 間質性肺炎、腫瘍崩壊症候群、重症日和見感染、自己免疫性溶血性貧血、自己免疫性血小板減少症、
- 赤芽球癆、脳出血、肺出血、消化管出血、出血性膀胱炎、
- 皮膚粘膜眼症候群（スティーブンス・ジョンソン症候群）、中毒性表皮壊死症（Lyell症候群）、心不全、進行性多巣性白質脳症 (PML)

である。
リンパ球が減少する結果、日和見感染のリスクが著明に増加する。ニューモシスチス肺炎を予防するためにST合剤を服用するかペンタミジンを1か月間吸入する。フルダラビンによる深刻なリンパ球減少は輸血後移植片対宿主病を誘発し、しばしば成分輸血が必要となる。貧血は濃厚赤血球輸血または全血輸血で、血小板減少は血小板輸血で、好中球減少はG-CSF投与で対処する。
重篤な免疫介在性溶血性貧血が発現する場合がある。
フルダラビンを投与したことのある患者から末梢血幹細胞を採取することが難しいことがある。

## 作用機序
フルダラビンはプリンアナログであり、経口投与または静脈注射で用いられる。リボヌクレオシド二リン酸レダクターゼおよびDNAポリメラーゼを阻害してDNA伸長を妨げる。分裂期および静止期の細胞の両方に作用する。リン酸化されているため、生理学的pHではイオン化しており、他組織に移行しづらく血中に長く留まる。これはフルダラビンの血液細胞（がん細胞でも健全な細胞でも）への作用選択性をもたらしている。

## 開発の経緯
当初は2-フルオロアデノシンとして開発されていたが、安全性の観点から1968年にビダラビンを参考にアラビノースを結合させたフルダラビンが創薬された。